# Todas as Mulheres do Mundo
Todas as Mulheres do Mundo é um filme brasileiro de Domingos de Oliveira de 1966, do gênero comédia. Foi premiada no Festival de Brasília em 1966 e um raro sucesso brasileiro de crítica e de público na época. O roteiro é baseado nos contos "A Falseta" e "Memórias de Don Juan" de Eduardo Prado . Os cartazes de abertura são de Jaguar. Em novembro de 2015 o filme entrou na lista feita pela Associação Brasileira de Críticos de Cinema (Abraccine) dos 100 melhores filmes brasileiros de todos os tempos.

## Sinopse
No Rio de Janeiro, o jornalista Paulo encontra o amigo Edu e lhe conta sobre uma "falseta" acontecida com ele e com uma moça chamada Maria Alice. A história começa com uma festa de Natal no apartamento de Paulo, na qual ele conheceu Maria Alice e o noivo dela, Leopoldo. Paulo se apaixonou por Maria Alice e passou a fazer de tudo para conquistá-la. A moça acabou cedendo e deixou Leopoldo, que continuou amigo dela, enquanto Paulo terminou casos com inúmeras mulheres. Os dois passaram a viver juntos mas Paulo sentia saudades da antiga turma enquanto Maria Alice ainda tinha imenso carinho por Leopoldo.

## Elenco
- Leila Diniz .... Maria Alice
- Paulo José .... Paulo
- Flávio Migliaccio .... Edu
- Joana Fomm ..... Barbara
- Ivan de Albuquerque .... Leopoldo
- Irma Álvarez .... Rita, garota argentina
- Fauzi Arap .... Homem de São Paulo
- Isabel Ribeiro .... Dunia
- Luiz Carlos Braga
- Marieta Severo
- Maria Gladys
- Norma Marinho
- Vera Vianna
- Nazareth Ohana
- Anna Christina .... Ana Cristina
- Ana Maria Magalhães .... Ana Maria
- Ana Rudge
- Diana
- Dorinha
- Frances Khan .... Frances
- Hildegard Angel
- Tânia Scher...Tânia

## Produção
O diretor sempre afirmou que o filme é uma comédia que descreve a relação verdadeira que ele teve com a atriz principal da película, Leila Diniz, com quem foi casado por alguns anos.

## Outra versão

Paulo José ganhou o Candango de Melhor Ator por interpretar Paulo no filme.

Também teve uma versão de TV, produzida pela Rede Globo no Natal de 1990, com Pedro Cardoso e Fernanda Torres nos papéis que foram de Paulo José e Leila Diniz no cinema. Esta versão teve meia-hora a mais que o filme original. A direção também foi de Domingos de Oliveira.

## Premiação
- Festival de Brasília ("Semana do Cinema Brasileiro 1966"): melhor filme, melhor direção, melhor argumento, melhor diálogo, melhor ator para Paulo José, melhor produtor para Luiz Carlos Pires e menção honrosa para Leila Diniz.
- Prêmio INC - Instituto Nacional de Cinema, 1967, RJ: Melhor roteiro para Domingos de Oliveira, melhor ator para Paulo José, melhor atriz para Leila Diniz e melhor montagem para Raimundo Higino e João Ramiro Mello.
- Prêmio Curumim do Clube de Cinema de Marília, 1969, SP para Raimundo Higino e João Ramiro Mello.[1]